# Stinttjärn (naturreservat)
Stinttjärn är ett naturreservat i Arvidsjaurs kommun i Norrbottens län.
Området är naturskyddat sedan 2011 och är 1,1 kvadratkilometer stort. Reservatet omfattar nordostsluttningen av Såkkevare samt ett flackare område norr därom med Stinttjärnen. Reservatet består av gammal naturskog av tall- och barrblandskog.